# Rodion Nikolajewitsch Härbel
Rodion Nikolajewitsch Härbel, geboren Rudolf Härbel, (russisch Родион Николаевич Гербель; * 1716 in der Schweiz; † 3. Dezemberjul. / 14. Dezember 1780greg. in Kolositsa, Ujesd Jamburg) war ein russischer Ingenieur-General.

## Leben
Härbels Vater Nicolaus Friedrich Härbel kam im August 1719 mit seiner Frau, den Töchtern Katharina (* 1710) und Christina (* 1714) und dem Sohn Rudolf aus Basel nach St. Petersburg und wurde in der neuen Hauptstadt schnell ein erfolgreicher Architekt, der schließlich in den russischen Adel aufgenommen wurde. Der Sohn Rudolf, nun Rodion, wurde als Fünfzehnjähriger in das Ingenieurkorps aufgenommen.

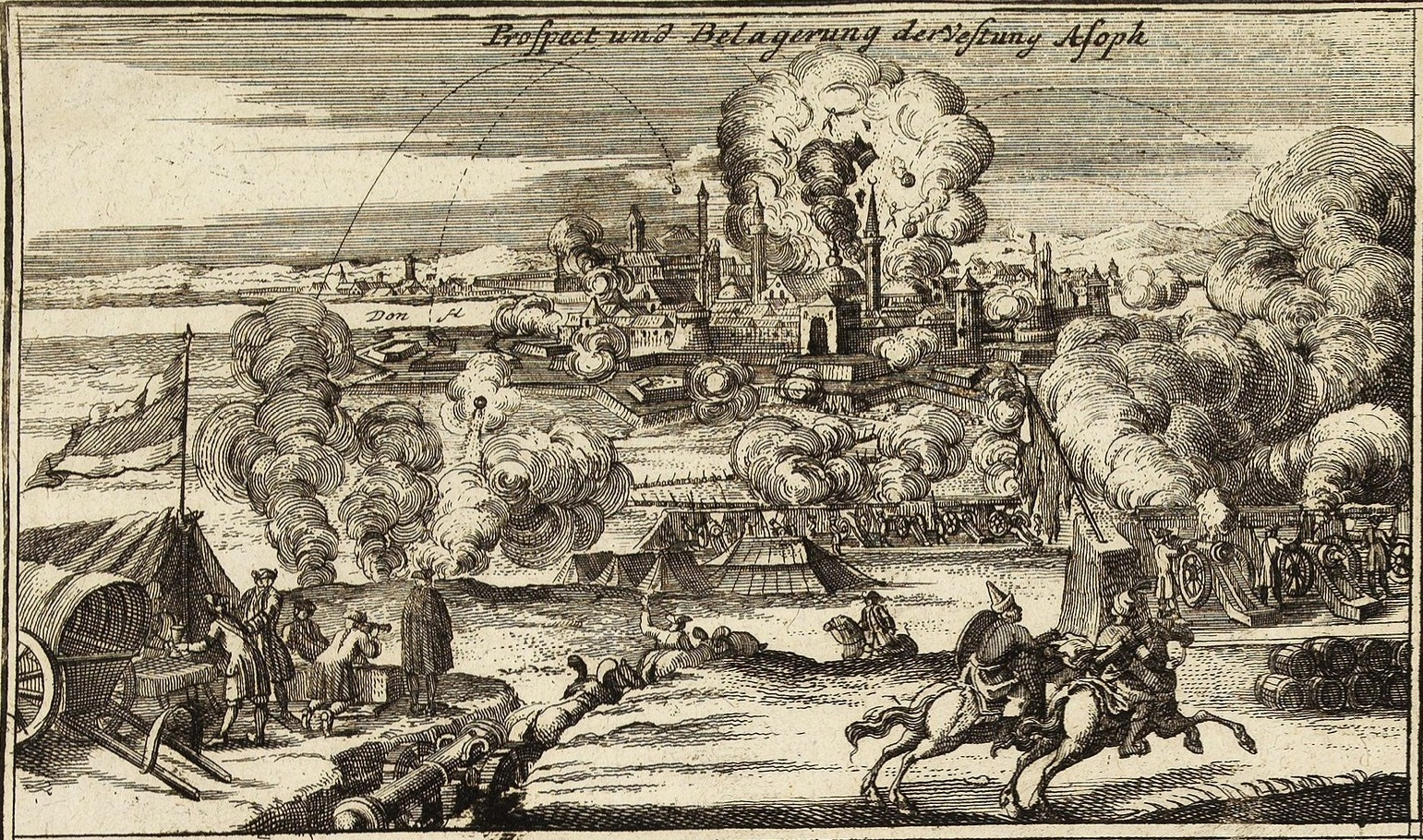
Belagerung der Festung Asow

Während des Russisch-Türkischen Krieges (1736–1739) nahm Härbel 1736 an der Belagerung der Festung Asow teil. 1737 wurde er Flügeladjutant des Generalleutnants Ulrich von Löwendal, mit dem er im Sommer 1737 den Sturm auf die Festung Otschakow mitmachte. 1738 wurde er Porutschik im Rigaer 11. Dragoner-Regiment, mit dem er unter Generalfeldmarschall Burkhard Christoph von Münnich an der Schlacht bei Stawutschani und der Belagerung von Chotin teilnahm.
1739 kehrte Härbel ins Ingenieurkorps zurück. Während des Russisch-Schwedischen Krieges (1741–1743) wurde er 1742 als Kapitan-Porutschik zur Botschaft auf dem Kongress in Åbo geschickt und dann nach Stockholm zum Friedensabschluss.
1750 wurde Härbel zum Kapitan und 1755 zum Major der russischen Armee befördert. Während des Siebenjährigen Krieges nahm er an den Schlachten bei Groß-Jägersdorf, Zorndorf, Palzig und Kunersdorf, an den Belagerungen und Einnahmen von Memel, Küstrin und Kolberg sowie an den Besetzungen von Königsberg und Berlin teil. Nach der Eroberung der Festung Pillau im Januar 1758 wurde Härbel zum Podpolkownik befördert. 1759 blockierte er den Friedrichsgraben durch Sprengung der Schleuse, wofür er zum Polkownik befördert wurde. 1762 führte er in den Festungen in Finnland den Kriegszustand ein, wofür er Generalmajor wurde und den Orden der Heiligen Anna erhielt. Nach Kriegsende 1763 wurde er zunächst in den Hafen Narwa abkommandiert, um dann nach St. Petersburg zurückzukehren.

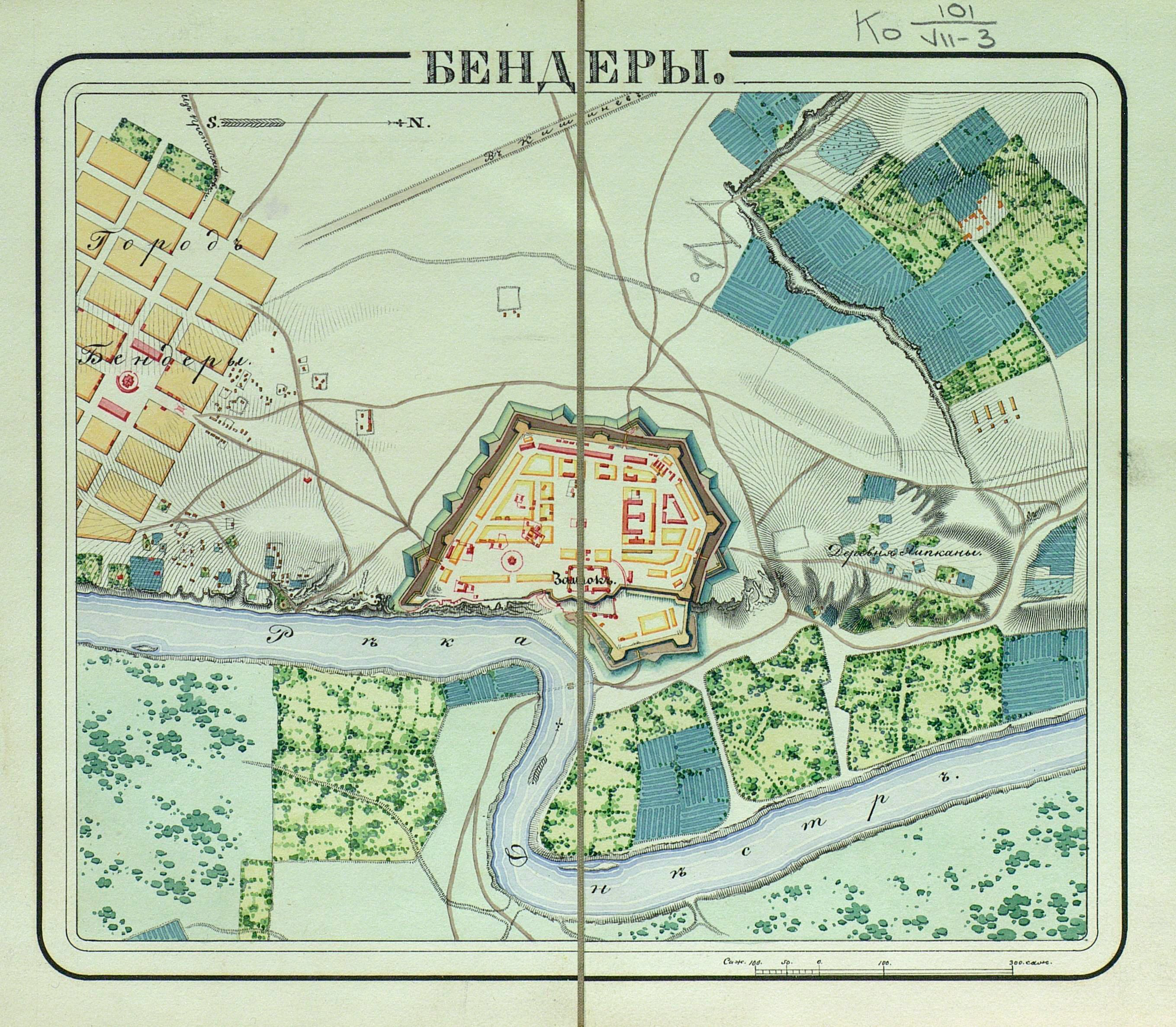
Festung Bender

1766 wurde Härbel Ingenieur-General und Chef des Ingenieurkorps. Während des Russisch-Türkischen Krieges (1768–1774) wurde er 1770 zur 2. Armee Graf Pjotr Iwanowitsch Panins abkommandiert, die die Festung Bender belagern sollte. Er entwickelte den Belagerungsplan und überwachte persönlich alle Arbeiten. Dank seines Grabensystems und der geschickt angeordneten Sprengungen konnte die Festung nach 8 Wochen eingenommen werden, worauf er altersgemäß zum General-Porutschik befördert wurde und den Alexander-Newski-Orden erhielt.
1772 war Härbel hauptsächlich mit der Sicherung der Hauptstadt St. Petersburg durch ein Verteidigungssystem zwischen Villmanstrand und Fredrikshamn beschäftigt. 1774 wurde er aus Gesundheitsgründen aus dem Dienst entlassen. Er erhielt das Landgut Kolositsa (Ujesd Jamburg) mit 700 Bauern. Seine Söhne Gustav und Wassili dienten ebenfalls in der Armee.